# Rhipilia pusilla
Espèce
Rhipilia pusilla est une espèce d'algue verte de la famille des Rhipiliaceae.